# نورا ستانتون بارني

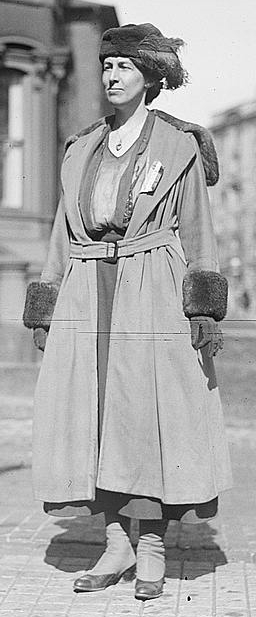

نورا ستانتون بلاتش بارني (بالإنجليزية: Nora Stanton Blatch Barney) (من مواليد 30 سبتمبر 1883 - تُوفيت 18 يناير 1971) وهي مهندسة مدنية أمريكية ومهندسة معمارية وخبيرة في الولايات المتحدة. كانت بارني من أوائل النساء اللواتي تخرجن بشهادة الهندسة في الولايات المتحدة. كانت حفيدة إليزابيث كادي ستانتون.

## حياتها
ولدت نورا ستانتون بلايت في باسينجستوك، هامبشير، إنجلترا في عام 1883 إلى ويليام بلاتش وهاريوت إيتون ستانتون، ابنة إليزابيث كادي ستانتون. درست اللاتينية والرياضيات في مدرسة هوريس مان في نيويورك، عادت إلى إنجلترا في الصيف. ثم انتقلت العائلة إلى الولايات المتحدة في عام 1902. التحقت نورا بجامعة كورنيل، وتخرجت في عام 1905 بشهادة في الهندسة المدنية. كانت أول خريجة هندسية في جامعة كورنيل. وفي العام نفسه، تم قبولها كعضوة مبتدئة في الجمعية الأمريكية للمهندسين المدنيين (ASCE) ، وبدأت العمل في مجلس إدارة إمدادات المياه في مدينة نيويورك. وعملت أيضًا في «شركة الجسر الأمريكي» في الفترة من 1905 إلى 1906.
أصبحت نورا نشطة أيضًا في حركة حق المرأة المتنامية في التصويت. كانت أول عضوة في الجمعية الأمريكية للمهندسين المدنيين ، حيث سُمح لها أن تكون عضوة مبتدئة فقط وحرمت من التقدم إلى أن تكون عضو منتسب في عام 1916 فقط بسبب جنسها. وفي ذلك الوقت، تم قبول النساء فقط كأعضاء صغار. وفي عام 1916، رفعت دعوى على الجمعية الأمريكية للمهندسين المدنيين (ASCE) لرفضها الاعتراف بها كعضوة منتسبة، على الرغم من أنها استوفت جميع المتطلبات.وبعدها أصبحت أي امرأة تقدم في تلك الجمعة تكون بمثابة عضوة منتسبة لمدة عشر سنوات.

## زواجها من لي دي فورست
في عام 1908 ، تزوجت من المخترع لي دي فورست، وساعدته في إدارة بعض الشركات التي أسسها للترويج لاختراعاتة الجديدة اللاسلكية. أمضى الزوجان شهر العسل في أوروبا في تسويق أجهزة الراديو التي طورها لي دي فورست. ومع ذلك، انفصل الزوجان بعد عام واحد فقط، ويرجع ذلك إلى إصرار دي فورست على ترك نورا لمهنتها وأن تصبح ربة منزل تقليدية. وبعد ذلك بقليل، في يونيو 1909 ، أنجبت نورا ابنتهما، هاريوت. وفي عام 1909، بدأت العمل كمهندسة لشركة «رادلي للإنشاءات الحديدية». طُلقت من لي دي فورست في عام 1911. وبعد الطلاق واصلت حياتها الهندسية حيث كانت تعمل في نيويورك في لجنة الخدمة العامة كمهندسة مساعدة، وبعدها عملت لإدارة الأشغال العامة في كونيتيكت ورود آيلاند كمهندسة ومفتشة هندسية.

## وفاتها
في عام 1919 ، تزوجت نورا من مورغان بارني وهو مهندس بحري. وأنجبت ابنتهما رودا بارني جنكينز التي ولدت في 12 يوليو 1920، في نيويورك. كانت مهندسة معمارية وناشطة اجتماعية. استمرت نورا في العمل من أجل حقوق النساء والسلام العالمي .
عملت نورا كمطوِّرة عقارية وناشطة سياسية حتى وفاتها في غرينيتش (كونيتيكت) في 18 يناير 1971.

## للمزيد من القراءة
- "Nora Stanton Blatch Barney". موسوعة بريتانيكا Online. مؤرشف من الأصل في 2008-05-09. اطلع عليه بتاريخ 2008-06-01.
- "Nora Stanton Blatch". IEEE Global History Network. معهد مهندسي الكهرباء والإلكترونيات. مؤرشف من الأصل في 2014-10-20. اطلع عليه بتاريخ 2009-01-14.
- Hijiya، James A. (1992). Lee de Forest and the Fatherhood of Radio. Lehigh University Press. ص. 78–87. ISBN:0-934223-23-8.

## وصلات خارجية
- 1921 passport photo